# Ivan Buljovčić
Ivan Buljovčić (Subotica, 27. prosinca 1936. – Subotica, 10. siječnja 2004.)je bio bački hrvatski šahist i profesor glazbe. Nosio je naslov međunarodnog majstora. Bio je državni reprezentativac. Živio je u srijemskom selu Čortanovcima.
Majstorski je naslov izborio 1965. godine. Nakon devet godina, 1974. postao je nositelj naslova međunarodnog šahovskog majstora. Deseterostruki je prvak Vojvodine.
Bio je članom ŠK Spartaka iz Subotice, čiju je osnovao šahovsku školu. Osim toga, bio je članom Novosadskog šahovskog kluba. (1973. – 1982. i 1987. – 1994.) S Buljovčićem u svojim redovima Somborski šahovski klub osvojio je 5. mjesto u Prvoj ligi u Jugoslaviji kad je bila svjetskom šahovskom velesilom. Igrao je i za šahovski klub Palić.
Kao državni reprezentativac bio je drugom pričuvom na europskom prvenstvu 1965. u Hamburgu, kad je Jugoslavija bila doprvak, odmah iza SSSR-a.

## Vanjske poveznice
- Ivan Buljovčić Chessgames.com
- Šah.hr  Arhivirana inačica izvorne stranice od 4. ožujka 2016. (Wayback Machine) Ivan Buljovčić, ilustrirao Teodor Jukić, iz šahovske knjige Ovdašnji, 1966.